# Polana quadrinotata
Polana quadrinotata är en insektsart som beskrevs av Spångberg 1878. Polana quadrinotata ingår i släktet Polana och familjen dvärgstritar. Inga underarter finns listade i Catalogue of Life.